# Biggi Vinkeloe
Biggi Vinkeloe (* 8. März 1956) ist eine schwedische Musikerin (Altsaxophon, Flöte, Komposition) des Creative Jazz und der neuen Improvisationsmusik.

## Leben und Wirken
Vinkeloe, die in Deutschland geboren wurde und ab dem sechsten Lebensjahr klassischen Musikunterricht hatte, begann auf der Schule mit zwei Bassisten zu improvisieren. Sie studierte seit 1974 in Frankreich, wo sie bis 1988 lebte und zunächst mit André Jaume, Jacques Veillé und Alain Rellay auftrat. Seitdem lebt sie in Kungälv in Schweden und in den USA. 
International trat sie erstmals als Mitglied eines großformatigen Ensembles hervor, das 1988 mit Cecil Taylor in Berlin auftrat (Legba Crossing, FMP). Sie spielte auch 1992 auf der Documenta IX in dessen Ensemble. Im selben Jahr legte sie mit Mr. Neffertiti erstmals eine eigene Veröffentlichung vor. Unter anderem trat sie in den nächsten Jahren im Trio mit Barre Phillips bzw. Peter Kowald und Schlagzeuger Peeter Uuskyla auf, ferner mit Lotte Anker, Vinny Golia, Damon Smith oder Mary Oliver. Daneben arbeitete sie auch mit Musikern aus anderen Genres wie Magnus Rosén und Anders Johansson von der Power-Metal-Band Hammerfall zusammen.
In den letzten Jahren wirkte sie im Trio REV mit Lisle Ellis und Donald Robinson (mit Robinson auch im Duo und im Trio mit Chris Brown), mit Chaos Butterfly und mit Harris Eisenstadt und Steve Swell als The Diplomats.

## Preise und Auszeichnungen
Vinkeloe war Artist in Residence am Headlands Center for the Arts in San Francisco. Ihr Album Mbat wurde 1997 in Finnland zum besten Jazzalbum gewählt.  

## Diskographische Hinweise
- Biggi Vinkeloe / Georg Wolf / Peeter Uuskyla: Mr Nefertiti (1991, ed. 2021)
- Mbat (LJ Records 1994, mit Peeter Uuskyla und Barre Phillips)
- Claq (Slask Records 1996, mit Peter Friis Nielsen, Peeter Uuskyla)
- Slowdrags and Interludes (LJ Records 1999, mit Peeter Uuskyla, Peter Kowald)
- Magnus Rosén feat. Biggi Vinkeloe Imagine a Place (Heptagon Records 2000)
- Magzhen (Slask Records 2001 mit Barre Phillips)
- Biggi Vinkeloe, George Cremaschi, Miya Masaoka, Gino Robair: Klang. Farbe. Melodie. (482 Music, 2004)
- Biggi Vinkeloe / Amy K. Bormet / Tina Raymond: The Harold Trio (2017)
- Biggi Vinkeloe / Damon Smith / Kjell Nordeson:  Elegans Nuscope CD 1017 (2018)